# Герб Берислава
Герб Берислава - офіційний символ міста Берислав. Був атверджений рішенням сесії міської ради..

## Опис
У синьому щиті срібна стінозубчаста фортечна стіна з такою ж стінозубчастою вежею, супроводжувана в правому верхньому кутку золотим дзвоном в перев'яз справа, а в лівому верхньому кутку - двома срібними шаблями, покладеними в косий хрест. Щит вписаний в золотий декоративний картуш і увінчаний срібною міською короною.

## Символіка
Синій колір щита символізує чесність, вірність, бездоганність. Срібна вежа нагадує ймовірну давню назву міста - Біла Вежа. Разом з фортечною стіною вона свідчить про історію міста як фортеці кримських ханів. Золотий дзвін нагадує про перемогу 1695р., після якої полтавський полковник Герцик вилив 120-пудовий дзвін із міді трофейних гармат, а вже у наші часи в Бериславі на честь козаків - учасників штурмів Кизи-Кирмена - встановлений однойменний дзвін. Шаблі на гербі - згадка про численні битви козаків біля стін фортеці.

## Історичний герб

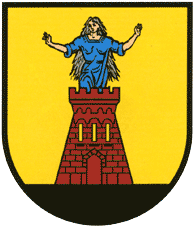
Історичний герб

На золотому полі на чорній горі червона башта, на якій стоїть діва в лазуровому вбранні. У вільній частині герб Херсонської губернії. Щит увінчаний срібною міською короною з трьома вежками та обрамований двома золотими колосками, оповитими Олександрівською стрічкою.
Автор — Б.Кене.
Художник — В. М. Напиткін.